# Коллимор, Стэн
Стэнли (Стэн) Виктор Коллимор (англ. Stan Collymore; 22 января 1971, Стаффордшир, Англия) — английский футболист, в прошлом игрок «Ливерпуля» и «Астон Виллы». Выступал на позиции нападающего. Завершил карьеру в 2001 году.

## Начало карьеры
Стэн Коллимор родился в городке Стоун, в Стаффордшире. С юных лет был болельщиком «Астон Виллы». Играл за молодёжные составы команд «Уолсолла» и «Вулверхэмптон Уондерерс». Первый контракт подписал с клубом из первой лиги Англии «Стаффорд Рейнджерс». Своим талантом и активностью на поле привлёк интерес других клубов и в итоге в возрасте 19 лет, в декабре 1990 года подписал свой первый полноценный профессиональный контракт с клубом «Кристал Пэлас».

## Фильмография
Исполнил эпизодическую роль в фильме 2006 года «Основной инстинкт 2».